# Blåtrådshätta
Blåtrådshätta (Mycena cyanorhiza) är en svampart som beskrevs av Quél. 1875. Enligt Catalogue of Life ingår Blåtrådshätta i släktet Mycena,  och familjen Mycenaceae, men enligt Dyntaxa är tillhörigheten istället släktet Mycena,  och familjen Favolaschiaceae. Arten är reproducerande i Sverige. Inga underarter finns listade i Catalogue of Life.